# S7 Airlines
S7 Airlines (офіційна назва - ВАТ Авіакомпанія «Сибір») — російська авіакомпанія, власник найбільшої в Росії мережею внутрішніх маршрутів, збудованої на базі трьох великих авіатранспортних вузлів в Москві (Домодєдово), Новосибірську (Толмачово) і Іркутську. Виконує регулярні польоти до країн-сусідів Росії, у Європу, Близький Схід, Південну Азію і країни Азіатсько-Тихоокеанського регіону.
Здійснює перельоти в окупований Крим[джерело?].

## Опис
S7 Airlines, поряд з авіакомпанією «Глобус», міжнародним туроператором С7 Тур, роздрібною мережею з продажу квитків і турпакетів С7 Квиток, а також рядом інших компаній, що здійснюють діяльність у сфері авіаперевезень, входить до Групи компаній S7.
Історія авіакомпанії почалася в 1957 році з моменту виконання першого цивільного рейсу з військового аеродрому в Новосибірській області, що знаходиться в складі Толмачевського об'єднаного авіазагону. На базі цього авіазагону була утворена авіакомпанія «Сибір». З 2005 року авіакомпанія «Сибір» виконує польоти під брендом S7 Airlines.
Парк S7 Airlines складається з 31 повітряного судна: 19 літаків Airbus A319, дев'ять лайнерів Airbus A320, один літак Airbus A310 і два далекомагістральні лайнери Boeing 767-300.
S7 Airlines є учасником глобального авіаційного альянсу One World. З 2001 року S7 Airlines є дійсним членом Міжнародної Асоціації Повітряного Транспорту (IATA).
Штаб-квартира авіакомпанії розташована в місті Об Новосибірської області поблизу аеропорту Толмачево.
У січні 2024 року було оголошено про плани скоротити штат співробітників через простій літаків та зниження кількості польотів. 

## Флот

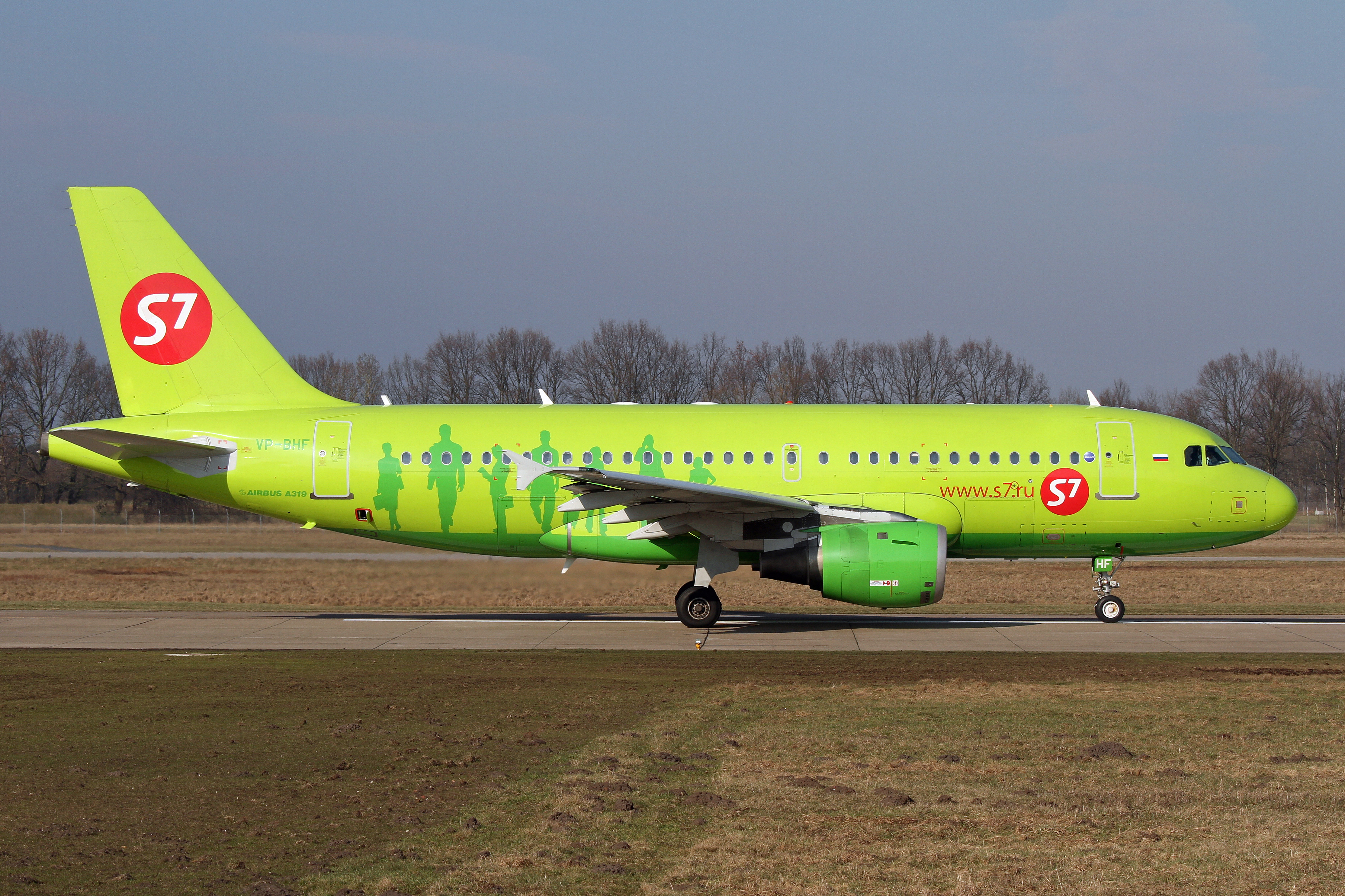
Airbus A319 авіакомпанії S7 Airlines

Станом на квітень 2015 року флот становив 58 повітряних суден: